# 郭莱仪古墓
郭莱仪古墓，位于山东省滨州市无棣县信阳乡郭莱仪村，是中华人民共和国山东省文物保护单位之一。
1977年12月23日，授予山东省文物保护单位，是一座古墓葬。